# Лулу Чу
Лулу Чу (англ. Lulu Chu; род. 14 января 2001 года) — американская порноактриса китайского происхождения, начавшая карьеру в индустрии фильмов для взрослых в 2019 году. Благодаря своей выразительной внешности и профессиональному подходу быстро стала одной из популярных фигур в индустрии, сотрудничая с ведущими студиями, такими как Brazzers, Evil Angel, Vixen, Reality Kings и Bang Bros. Активно ведёт страницы в социальных сетях, где имеет большую аудиторию поклонников.

## Биография

### Юные годы
Лулу Чу родилась в Ухане, Китай, в 2001 году. В раннем возрасте была усыновлена американской семьёй и переехала в США. Она выросла в культурной среде, сочетающей китайское происхождение и американское воспитание. В подростковом возрасте проявляла интерес к искусству, спорту и медиа.
До начала карьеры в порноиндустрии, по её собственным словам, она интересовалась творчеством и сценическим искусством. В 2019 году дебютировала в фильмах для взрослых, быстро завоевав популярность благодаря своей внешности, харизме и профессионализму.
Активно работает с ведущими студиями, включая Brazzers, Evil Angel, Vixen, Reality Kings и Bang Bros. Помимо съёмок, она регулярно появляется на выставках, таких как AVN Adult Entertainment Expo, и ведёт страницы в социальных сетях — например, в Instagram.

## Награды и номинации
| Год  | Награда        | Результат | Категория                        |
| ---- | -------------- | --------- | -------------------------------- |
| 2021 | AltPorn Awards | Номинация | Артистка года — видеоклипы       |
| 2022 | Bazowie Awards | Номинация | Лучший новый артист              |
| 2022 | Pornhub Awards | Победа    | Лучшая новая звезда              |
| 2023 | Bazowie Awards | Номинация | Лучший косплейер                 |
| 2023 | Pornhub Awards | Победа    | Самая популярная исполнительница |